# East Cape Girardeau
East Cape Girardeau é uma vila localizada no estado americano de Illinois, no Condado de Alexander.

## Demografia
Segundo o censo americano de 2000, a sua população era de 437 habitantes.
Em 2006, foi estimada uma população de 385, um decréscimo de 52 (-11.9%).

## Geografia
De acordo com o United States Census Bureau tem uma área de
5,2 km², dos quais 5,1 km² cobertos por terra e 0,1 km² cobertos por água.

## Localidades na vizinhança
O diagrama seguinte representa as localidades num raio de 16 km ao redor de East Cape Girardeau.